# Ventrifossa atherodon
Ventrifossa atherodon är en fiskart som först beskrevs av Gilbert och Cramer, 1897.  Ventrifossa atherodon ingår i släktet Ventrifossa och familjen skolästfiskar. Inga underarter finns listade i Catalogue of Life.